# Ludwik Bukowski
Ludwik Bukowski h. Ossoria (ur. 15 sierpnia 1782 w Kluczach, zm. 15 sierpnia 1831 w Warszawie) – polski wojskowy, oficer w stopniu generała brygady.

## Życiorys
Urodził się w rodzinie Franciszka i Katarzyny z Gorajskich h. Korczak. Służył w Armii Księstwa Warszawskiego, przypuszczalnie od początków jej istnienia. W czasie wojny polsko-austriackiej, 9 sierpnia 1809 został mianowany kapitanem z przydziałem do 10. Pułku Huzarów. Przeszedł szlak bojowy tej formacji w trakcie wojny z Rosją w 1812. Za odwagę został odznaczony krzyżem złotym Orderu Virtuti Militari oraz krzyżem kawalerskim Legii Honorowej. Jako dowódca pułku wycofał się wraz ze swoim oddziałem na zachód. W kwietniu 1813 przeniesiony do 4. Pułku Ułanów. Za kampanię w Saksonii został odznaczony krzyżem oficerskim Legii Honorowej oraz Orderem Cesarskim Zjednoczenia. Po przeformowaniu oddziałów, w styczniu 1814 służył już w 2. Pułku Ułanów.
Po kongresie wiedeńskim pozostał w służbie Wojska Polskiego, sformowanego przez Królestwo Polskie. W 1815 służył z przydziałem w 4. Pułku Strzelców Konnych. Od 1818 w 1. Pułku Strzelców Konnych. W 1820 awansowany do stopnia podpułkownika. W 1829 objął dowództwo nad 1. Pułkiem Ułanów, otrzymując awans na pułkownika. Kwaterował w Łowiczu.
W wyniku sprzysiężenia 29 listopada 1830, przystąpił do stronnictwa niepodległościowego. W wojnie z Rosją wziął udział w bitwie pod Białołęką, jako dowódca brygady. 19 czerwca 1831 w trakcie bitwy pod Łysobykami nie pośpieszył na pomoc ze swoją kawalerią gen. Karolowi Turnie, czym walnie przyczynił się do klęski wojsk polskich i załamania inicjatywy strategicznej powstania. Następnego dnia został awansowany do rangi generała brygady. 29 czerwca tego samego roku został postawiony w stan oskarżenia przez Komisję Rozpoznawczą z podejrzeniem zdrady stanu. Przetrzymywany na Zamku Królewskim nie dotarł do sali przesłuchań, został zlinczowany przez tłum w nocy 15 sierpnia 1831.
20 września 1822 w Sieradzu poślubił Emilię Jankowską (1802–1858), córkę Konstantego i Anny Duninowskiej. Z małżeństwa pochodzi jedyna córka, Aniela Antonina Ludwika (ur. 1828).